# Pozorování ptáků

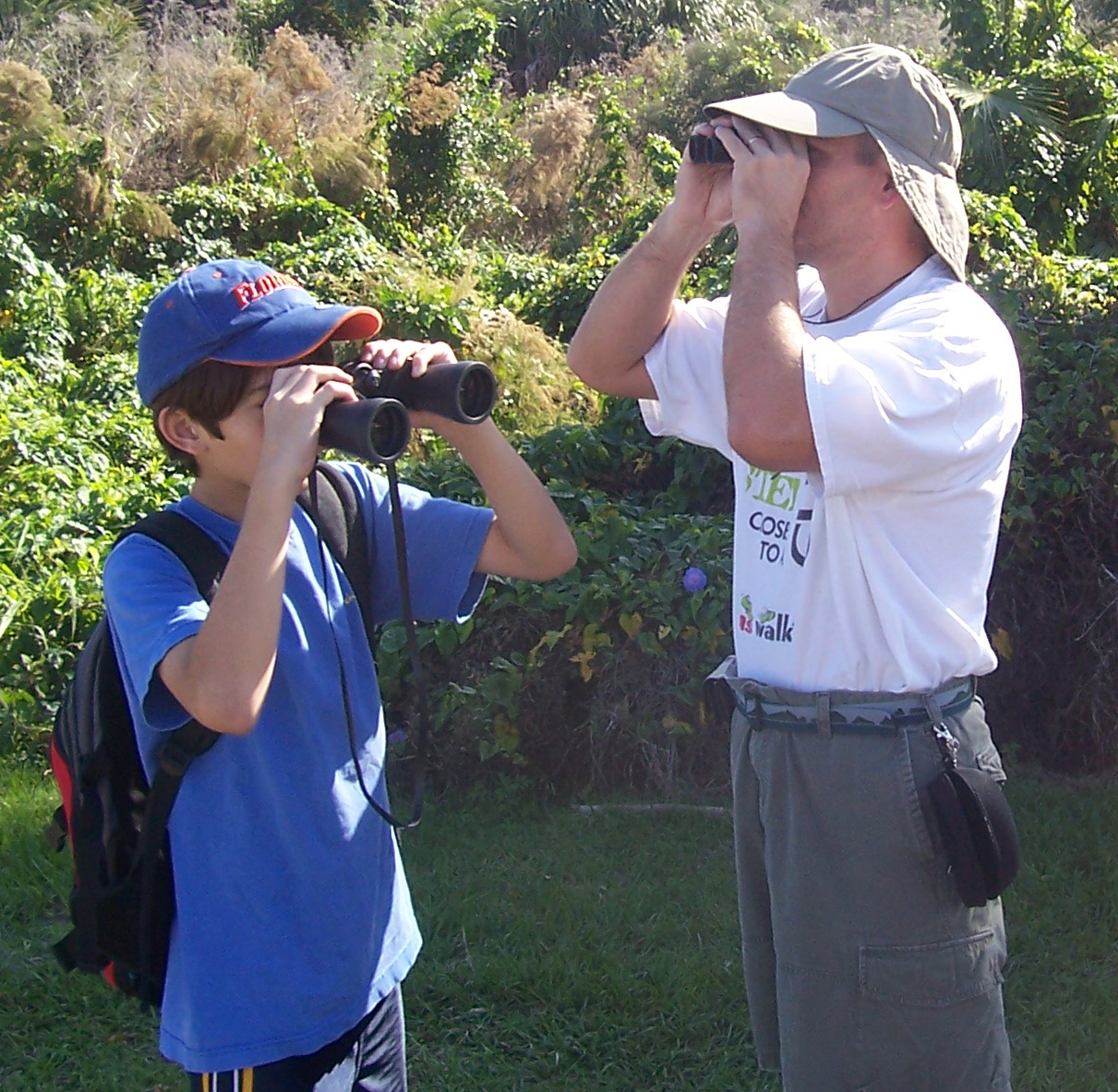
Pozorování ptáků na ostrově Orchid na Floridě

Pozorování ptáků je činnost provozovaná různými prostředky a za různými účely. Ptáky lze pozorovat pouhým okem, triedrem nebo dalekohledem. Mnoho birdwatcherů ptáky fotí nebo nahrává jejich zpěv a zaznamenává jejich polohu. Velkou část birdwatcherů tvoří amatéři, kteří tento způsob pozorování vykonávají pouze pro vlastní potěšení, na rozdíl od ornitologů, používajících formálnější vědecké metody pro výzkum.
Birdwatcheři, kterým nestačí pozorování z dálky, si zřizují maskované úkryty, díky kterým nejsou pozorovaní ptáci vyrušováni přítomností birdwatchera.
Pozorování ptáků, neboli birdwatching, může mít mnoho podob. Přistupovat k němu lze vědecky, umělecky nebo třeba technicky. Ptáky můžeme pozorovat na vlastní zahradě, ale i v nejodlehlejších koutech světa. Může se jednat o prosté poznávání ptačích druhů nebo se můžeme zaměřit na jejich zpěv, chování, prostředí, ve kterém se vyskytují, můžeme se věnovat jejich tahu, hnízdění a mnoha dalším aspektům jejich života. Vztah, který si birdwatcher k objektu svého zájmu vytváří je ale v každém případě pozitivní a jeho důležitou součástí je ochranářský přístup. Birdwatching, byť je v některých zemích opravdu masovou rekreační aktivitou, přírodě neškodí, ale naopak má charakter výchovný a vzdělávací a popularizuje jak ochranu ptactva, tak přírody. Jednoduše řečeno, birdwatcher je milovníkem přírody, který se věnuje pozorování ptáků.
Za účelem pozorování ptáků se staví ptačí pozorovatelny, které mohou sloužit i jako „běžné“ vyhlídky či rozhledny.